# Redinha
Redinha es una freguesia portuguesa del municipio de Pombal, en el distrito de Leiría, con 42,08 km² de superficie y 2117 habitantes (2011), distribuidos en 46 localidades. Su densidad de población es de 50,3 hab/km². Fue cabecera de un municipio que llevaba su nombre hasta 1842.

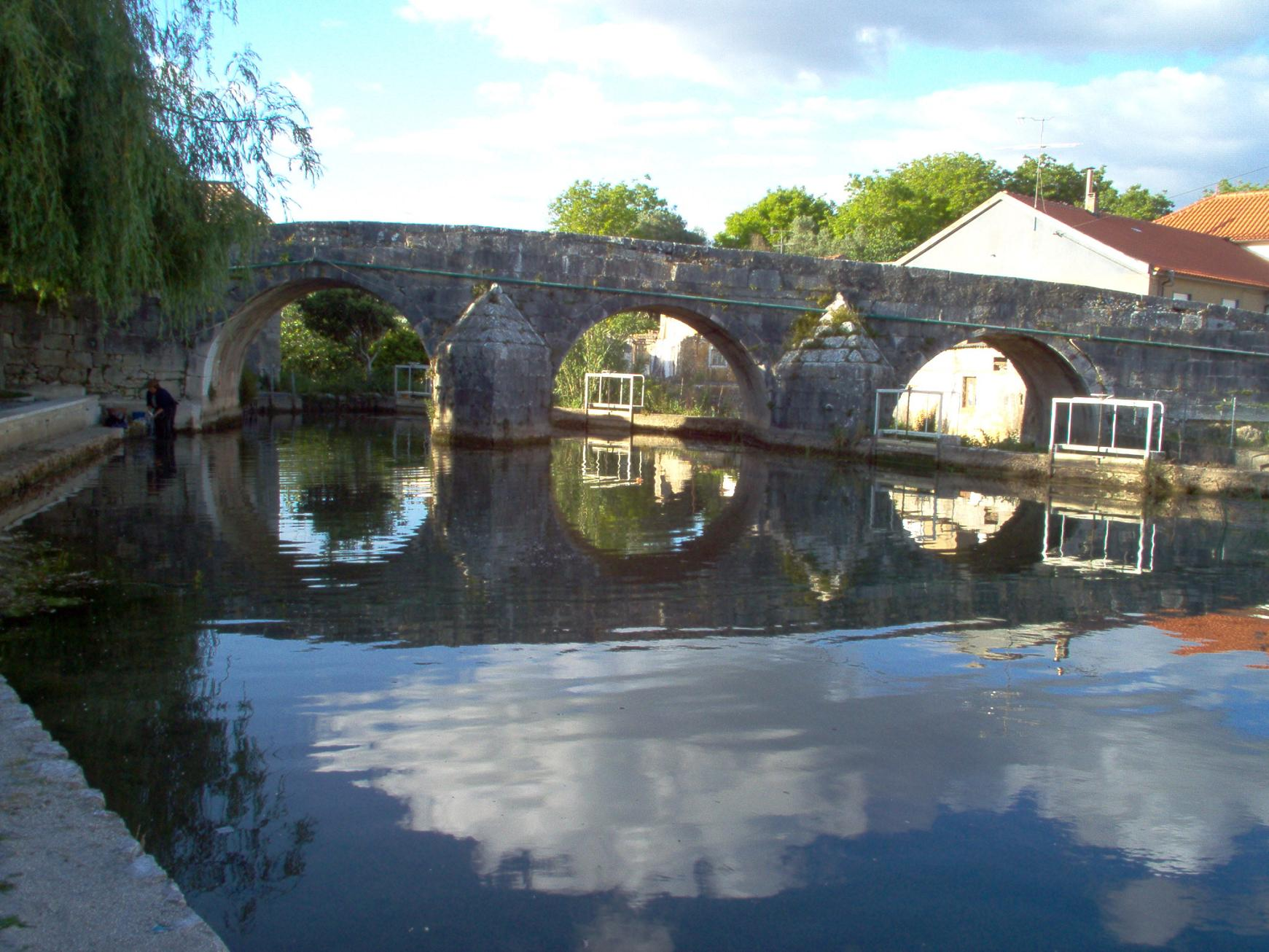
Puente sobre el río Anços

Redinha se sitúa en el extremo nordeste del concelho de Pombal, limitando con los de Soure y Ansião, y se extiende por las vertientes norte y oeste de la sierra de Sicó, a orillas del río Anços, afluente del Arunca.
Habitada desde la romanización, Redinha obtuvo en 1159 su primera carta foral, otorgada por Gualdim Pais, maestre de la Orden del Temple. En 1186, la bula Intelleximus ex autentico del Papa Urbano III confirmó la adscripción a los templarios de las iglesias de Pombal, Ega y Redinha, que aquellos habían erigido en las tierras que les había donado Afonso Henriques, poniéndolas bajo la protección de la Santa Sede. Al extinguirse la Orden del Temple en el siglo XIV, Redinha pasó a la jurisdicción de la Orden de Cristo.
El rey Manuel I de Portugal otorgó una nueva carta foral a Redinha el 16 de mayo de 1513, iniciando así un largo período de prosperidad de la actual freguesia, que entonces era sede de un concelho que comprendía, además de la propia Redinha, la freguesia de Tapéus. Esta fase de pujanza concluyó con la invasión napoleónica, que provocó una fuga masiva de las autoridades municipales a Pombal, concelho que se anexionó el de Redinha en 1842. Por decreto de 7 de septiembre de 1895, el antiguo concelho de Redinha se separó del de Pombal, para integrarse en el de Soure; pero, por voluntad de la población, la freguesia de Redinha (no así la de Tapéus) volvió a formar parte de Pombal por decreto de 13 de enero de 1998, siendo hoy una de las freguesias más importantes en el panorama turístico de ese municipio.

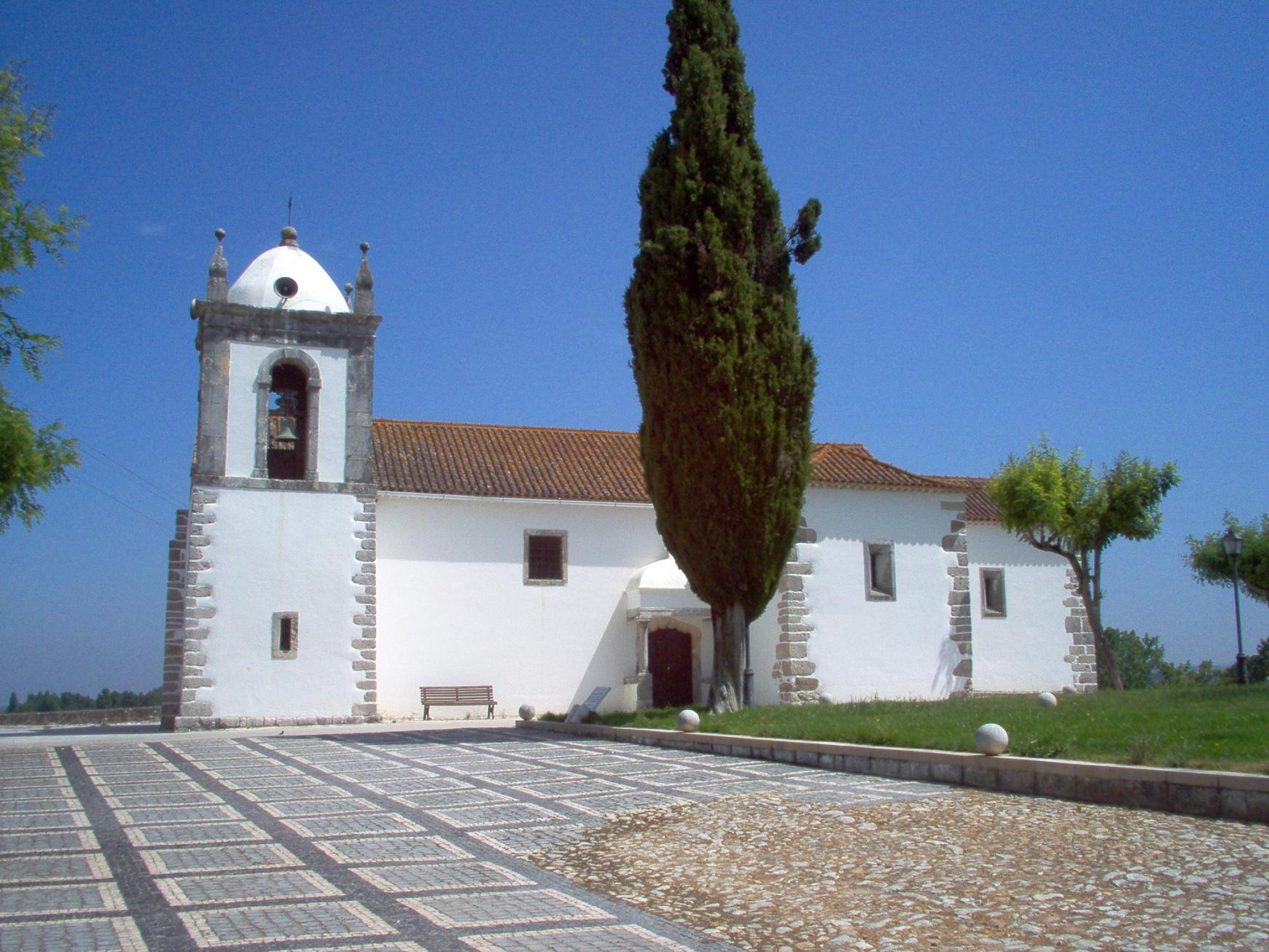
Iglesia de N.ª Sra. de la Concepción

En el patrimonio histórico-artístico de Redinha destacan el puente románico sobre el río Anços, la Iglesia de Nossa Senhora da Conceição, con portal manuelino y hermoso revestimiento interior de azulejos, y el pelourinho, símbolo de la antigua jurisdicción municipal.